# Ada Lovelace

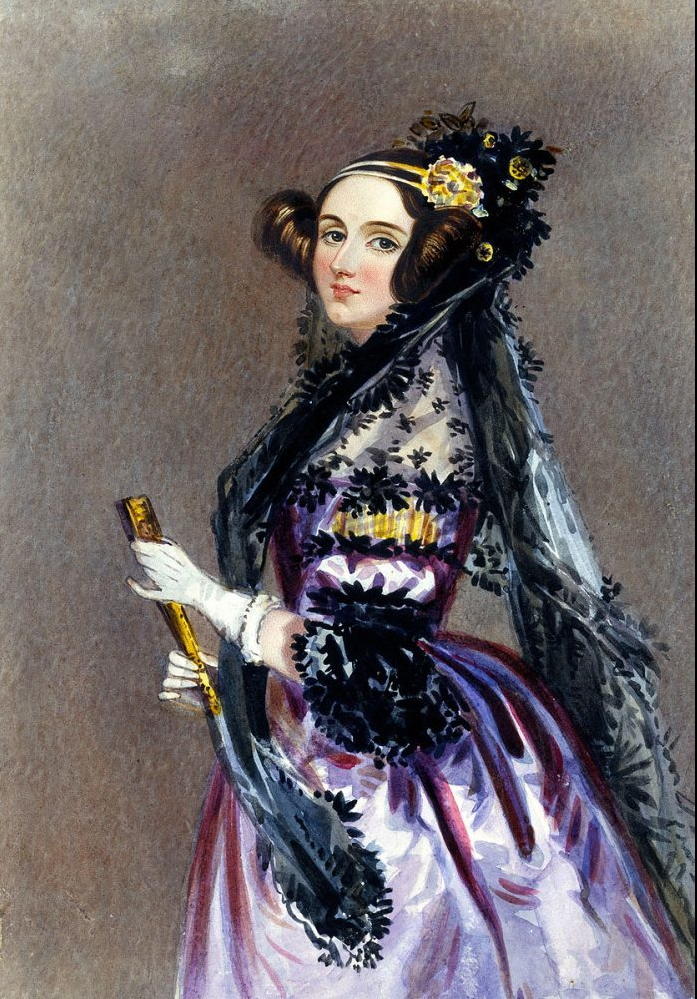

Augusta Ada King, Lovelace grófnője (születési nevén Augusta Ada Byron, általánosan ismert nevén Ada Lovelace; London, Anglia 1815. december 10. – Marylebone, London, Anglia 1852. november 27.) angol matematikus és írónő, aki főként arról volt ismert, hogy leírást készített a Charles Babbage által tervezett első mechanikai számítógéphez, az analitikai számolóműhöz. Egyesek szerint a géphez készült programokat is ő írta, így az első számítógép-programozónak tekinthető, de hozzájárulásának mértéke vitatott.

## Élete
Ada  Lord Byron költő és felesége, Annabella Milbanke egyetlen gyermeke, és egyben a költő egyetlen törvényes gyermeke. Byron féltestvéréről, Augusta Leighről nevezték el, akivel Byronnak a korabeli pletykák szerint vérfertőző viszonya volt, amelyből egy gyermek is született. Augusta biztatta Byront, hogy a botrány elkerülése érdekében házasodjon meg, ő pedig vonakodva, de elvette Annabellát, aki miután később rajtakapta a párt, 1816. január 16-án elhagyta a költőt, és magával vitte az egy hónapos Adát. Byron április 21-én aláírta a válási papírokat, és pár évvel később örökre elhagyta Angliát. Többé nem találkozott velük.
Ada az édesanyjával élt, amint ez apjának másokkal folytatott levelezéséből nyilvánvaló. Lady Byront nagyon érdekelte a matematika (Byron egyszer „paralelogrammahercegnő”-nek nevezte), ami fontos szerepet töltött be életében. Igyekezett megakadályozni, hogy Ada olyan őrült legyen, amilyennek az apját tartotta, ez volt az oka, hogy már kiskorától kezdve tanította matematikára. Ada magántanároktól tanult matematikát és természettudományokat, egyik tanára Augustus De Morgan volt. Később, a londoni előkelő társaság tagjaként fiatalkorában a Kékharisnya Társaság tagja volt.
1835-ben házasságot kötött William King báróval (1838-ban megkapta a Lovelace grófja és az Ockham vikomtja címeket is). Három gyermekük született: Byron (1836. május 12-én), Annabella (később Lady Anne Blunt, 1837. szeptember 22-én) és Ralph Gordon (1839. július 2-án). A család Ockham Parkban élt a Surrey megyei Ockhamben. 
Ismerte Mary Somerville-t, a híres 19. századi kutatót és tudományos szerzőt. Ő mutatta be 1833. június 5-én Charles Babbage-nek. Szintén az ismerősei közé tartozott Sir David Brewster, Charles Wheatstone, Charles Dickens és Michael Faraday.
1842–1843-ban Ada kilenc hónap alatt lefordította Luigi Menabrea olasz matematikus írását Babbage új gépének, az Analytical Engine-nek a tervéről. Jegyzeteket is fűzött a műhöz, amelyben részletesen leírta, hogyan lehet Bernoulli-számokat számítani a gép segítségével. Történészek szerint ez a világ legelső számítógépes programja, életrajzírók szerint azonban a programokat maga Babbage írta, Ada pedig mindössze egy hibát talált bennük, és visszaküldte javításra. A bizonyítékok, valamint Babbage és Ada levelezése azt mutatja, hogy a programokat Babbage írta, de Ada írásaiban előfordul a gép használatának néhány olyan lehetősége, amelyet Babbage sosem tett közzé, például hogy „a gép képes lehet bármilyen összetettségű zenedarabok komponálására”.

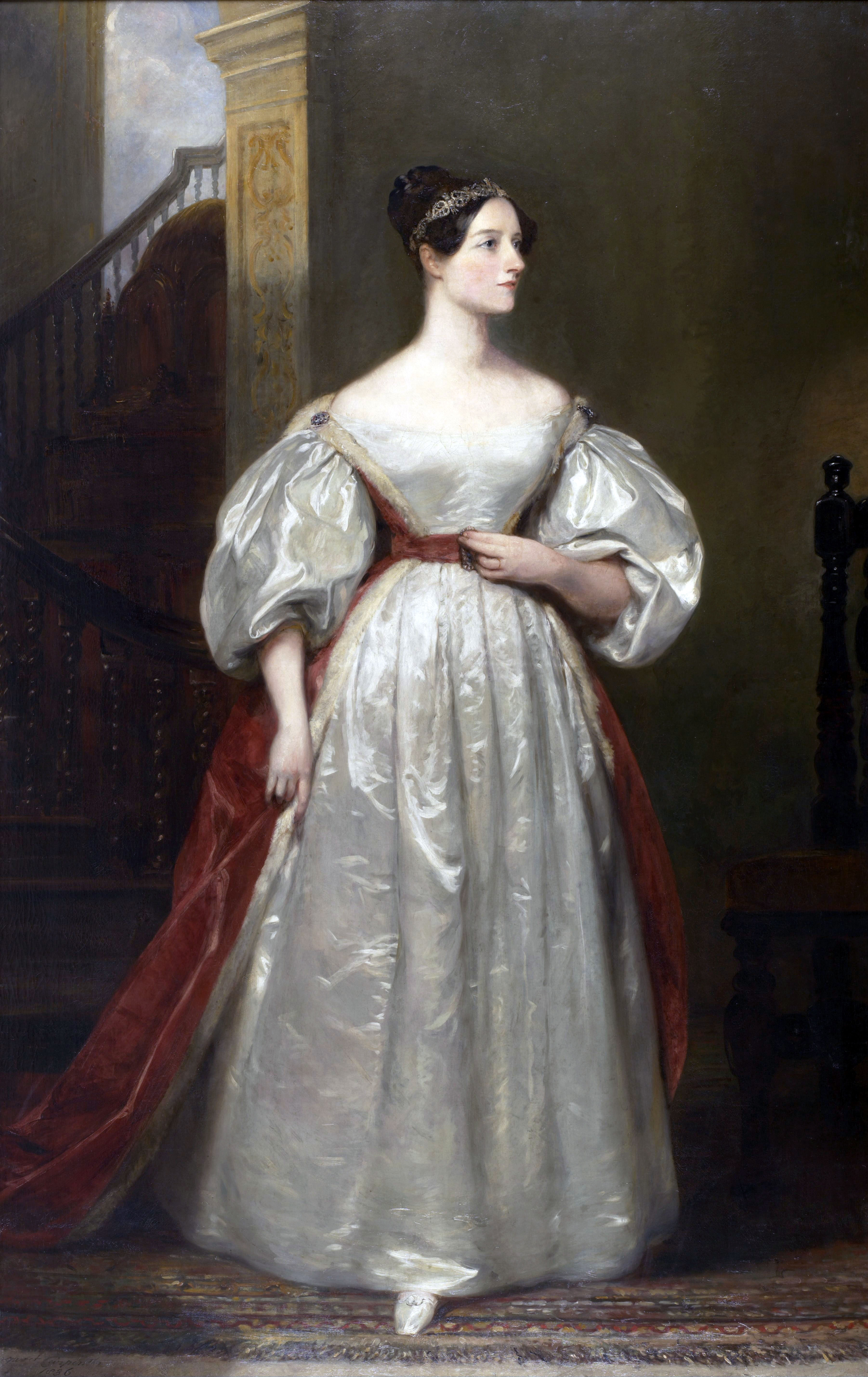
Ada Lovelace

Ada Lovelace két héttel a 37. születésnapja előtt halt meg méhrákban, amelyet feltehetőleg súlyosbított a kor szokása szerinti „gyógymód”, az érvágás. Lánya, Lady Anne Blunt szintén híres lett, a Közel-Keleten tett utazásai és arab lovak tenyésztése miatt.
Adát, kérésére, soha nem ismert apja mellé temették a hucknalli (Nottingham) Szent Mária Magdolna-templomba.
Életrajzírói megjegyezték, hogy Ada sokat küszködött a matematikával, és vitatott, teljesen megértette-e Babbage gépének működési elvét, vagy csak a gép népszerűsítésében volt Babbage hasznára.

## Érdekességek
- 1980. december 10-én (Ada születésnapján) az Egyesült Államok Védelmi Minisztériuma elfogadta az új Ada programozási nyelvet, melyet Adáról neveztek el.
- Az Egyesült Államok Védelmi Minisztériuma az Ada-nyelv katonai szabvány szerinti azonosítójában (MIL-STD-1815) Ada Lovelace születésének dátumát az iránta való tiszteletből tüntette fel.
- Ada az egyik főszereplő Bruce Sterling és William Gibson A gépezet (The Difference Engine) című alternatív történelem-regényében (steampunk), melyben Babbage gépeit tömeggyártásban állították elő, és a számítógépek kora egy évszázaddal korábban kezdődött.
- John Crowley Lord Byron's Novel („Lord Byron regénye”) című műve egy regény, melyet története szerint maga Byron írt (a valóságban is belekezdett egybe, de valószínűleg sosem fejezte be), és lánya, Ada fedezte fel, majd szerkesztve, kommentárokkal ő adta ki.
- A Microsoft-termékek eredetiségét igazoló hologramon az ő képe látható.
- 2012. december 10-én a Google kereső egy ún. Google doodle-lel emlékezett meg Ada Lovelace 197. születésnapjáról.
- 2022 szeptemberében az Nvidia bejelentette az Ada Lovelace GPU architektúrát..[13]